# Francisco Bazán Landi
Francisco de Paula Bazán Landi (ur. 10 października 1980 w Limie) – piłkarz peruwiański grający na pozycji bramkarza.
Grał między innymi w klubach takich jak: Club Universitario de Deportes, Deportivo San Agustín, Juan Aurich (Chiclayo), Deportivo Wanka, Alianza Atlético (Sullana), Pontevedra (Hiszpania), Anorthosis Famagusta (Cypr), Olympiakos Nikozja (Cypr). Aktualnie gra w drużynie Sport Boys (Callao).